# Czesław Rajch
Czesław Rajch (né le 4 février 1964 à Koszalin) est un coureur cycliste polonais. Actif dans les années 1980 et 1990, il a été champion de Pologne sur route en 1990 et 1992.

## Palmarès
- 1988
  - 9e étape de la Milk Race
- 1989
  - 5e étape du Tour de Basse-Saxe
  - 4e étape du Tour de Pologne
- 1990
  -  Champion de Pologne sur route
  - Course de la Solidarité olympique
  - Troyes-Dijon
  - Tour du Tarn-et-Garonne :
    - Classement général
    - 1re étape

  - 2e du Prix Fréquence-Nord
  - 3e de Manche-Atlantique
- 1991
  - Circuit des plages vendéennes :
    - Classement général
    - 3e et 4e étapes

  - Tercé-Tercé
  - Prix Fréquence-Nord
  - Paris-Orléans
  - 2e du Tour du Loir-et-Cher
  - 3e du Paris-Roubaix amateurs
- 1992
  -  Champion de Pologne sur route
  - Grand Prix de Luneray
  - 2e de Tercé-Tercé
  - 2e de Paris-Chauny
  - 3e du Paris-Roubaix amateurs
- 1993
  - Classement général du Szlakiem Grodow Piastowskich
- 1994
  - 3e du Critérium de Terrebourg